# Lucien (Monaco)

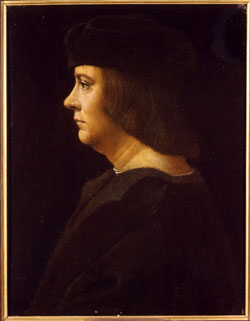
Lucien I.

Zur Unabhängigkeit von Monaco eine 2-Euro-Gedenkmünze zu Lucien.

Lucien von Monaco (* 1481; † 22. August 1523) aus der Familie der Grimaldi war von 1505 bis zu seinem Tode Herr von Monaco.
Lucien war der drittälteste Sohn von Lambert von Monaco und Claudine Grimaldi. Nach dem Tod seines Vaters übernahm zuerst Luciens älterer Bruder Jean II. die Herrschaft. In der Nacht vom 10. zum 11. Oktober 1505 erstach Lucien seinen Bruder während eines eskalierenden Streites in Notwehr. Der Lehnsherr, der Herzog von Savoyen, erkannte dies als Notwehr an und ließ Lucien am 13. März 1506 den offiziellen schriftlichen Straferlass zukommen.
Da der zweitälteste Sohn von Lambert von Monaco geistig behindert war, übernahm Lucien als Nachfolger seines Bruders Jean die Herrschaft. Kurzzeitig versuchte der französische König Ludwig XII. die Nachfolge durch den „Brudermörder“ zu verhindern und entzog Lucien den Gouverneursposten Ventimille, den Jean innegehabt hatte. Allerdings erkannte der französische König bereits zum Jahresende 1506 Lucien als Herr von Monaco und ernannte ihn zum Kammerherrn.
Ab Januar 1507 wurde Monaco 100 Tage lang von genuesischen Truppen belagert. Die Genuesen hatten die herrschenden Patrizier aus der Stadt vertrieben und stattdessen den Färber Paul de Novi zum Dogen ernannt. Dieser hatte die Eroberung Monacos zu einer seiner wichtigsten Aufgaben erklärt.
Durch Hilfe von piemontesischen und französischen Truppen gelang es Lucien mit 600 Mann in einer großen Schlacht am 19. März 1507 die 12.000 Mann der Genuesen zu vertreiben. Der Preis war die fast völlige Zerstörung der Festung und Verwüstung des Hafens.
Noch im gleichen Jahr versuchte Ludwig XII., Monaco zu erwerben. Er ließ Lucien ins Gefängnis werfen. Luciens Bruder Bischof Augustin, der daraufhin die Verwaltung Monacos übernahm, ließ Experten kommen, um den Wert Monacos zu schätzen. Es ergab sich ein Wert von 166.000 Dukaten, die sich Ludwig nicht leisten konnte. Auch auf den Tausch Monacos gegen andere Lehnsgüter ließ sich Augustin nicht ein. Im Mai 1508 wurde Lucien gegen Zahlung von 4000 Dukaten an den Herzog von Mailand wieder auf freien Fuß gesetzt.
König Ludwig XII. gab nach und ließ Lucien nur ewige Treue und ein ewiges Bündnis mit der Krone Frankreichs schwören. Dafür erhielt Lucien eine jährliche Pension von 500 Pfund. Im Übrigen wurde 1512 Monacos Unabhängigkeit bestätigt: in den königlichen Patentbriefen von Blois heißt es, Monaco werde von niemandem gehalten außer von Gott und Schwert.
Lucien schloss einige Verträge ab. Mit der Toskana vereinbarte er gegenseitig freie Schifffahrt. König Ferdinand V. von Aragon, Neapel und Mallorca räumte Monaco ähnliche Rechte ein.
Im Jahr 1514 heiratete Lucien Jean de Pontevès-Cabane aus provenzalischem Adel.
Luciens Neffe Barthélémy Doria de Dolceacqua plante, möglicherweise mit Unterstützung durch seinen Vetter Andrea Doria, Lucien zu ermorden und selbst die Herrschaft zu übernehmen. Am 22. August 1523 schiffte sich Barthélémy in Ventimille ein, Lucien gewährte ihm in Monaco Gastfreundschaft. Dabei gelang es Barthélémy, Lucien mit einem Messer die Kehle durchzuschneiden. In den anschließenden Tumulten wurde Barthélémy jedoch von den Bewohnern Monacos aus dem Land verjagt.
Nach Luciens Tod übernahm dessen Bruder Augustin, Bischof von Grasse, das Erbe in Regentschaft für Honoré, den noch minderjährigen Sohn Luciens.